# Glaycon Franco
 Glaycon Moreira Franco  (Conselheiro Lafaiete, 16 de abril de 1967) é um médico e político brasileiro. Atualmente é deputado estadual eleito pelo Partido Verde (PV).
Nas eleições de 2018, foi candidato a deputado pelo PV e foi eleito com 60.373 votos.